# César Eduardo González Amais
César Eduardo González Amáiz (Maturín, 1 de octubre de 1982), más conocido como El Maestrico González, es un futbolista venezolano que juega como centrocampista en el CD Denia de la Regional Preferente Valenciana de España.

## Trayectoria
César González inició la práctica del fútbol a la edad de 5 años cuando sus padres lo inscribieron en la Academia de Fútbol menor Fariñas del entrenador de origen brasileño Joaquín Roberto Da Silva Fariñas, donde comenzó a mostrar su talento. Joaquín Da Silva fue técnico y fundador del primer club profesional de la ciudad, el Monagas Sport Club en 1987. Con el descenso y posterior desaparición temporal del equipo azulgrana en 1996, "Fariñas" creó el Atlético Monagas en 1998, donde participó "Maestrico" González en los torneos de permanencia y ascenso con dicho club hasta el 2001, año en el que empresarios y dirigentes políticos de la región trajeron de regreso a primera división al Monagas Sport Club, equipo al que sería luego traspasado César.
De pequeño veía por la televisión el fútbol argentino, y nunca se imaginó que podía llegar a esa liga. Su ídolo era Luís Figo
Debutó como profesional a los 17 años con el Monagas Sport Club. En su debut enfrentaron al Deportivo Italchacao, su equipo ganó 1-0 y terminó expulsado. La acción ocurrió debido a que cuando él tenía el balón, recibió una patada no cobrada por el árbitro, ya habiéndole robado el balón, César, golpeó a su adversario, derivando en tarjeta roja directa para él.
Jugó cuatro temporadas de 2000 a 2004 con el Monagas Sport Club, donde mostró un gran juego y así comienzan a llamarle Maestrico, ya que a su corta edad demostró un gran despliegue futbolístico en la Copa Sudamericana que disputó con ese equipo en 2002 y 2003.
Esto lo llevó a ser contratado por el club colombiano Deportivo Cali después de un periodo de prueba con el mencionado club y fue cedido al Atlético Huila para jugar el Torneo Finalización 2004 donde tuvo un buen torneo jugando 14 partidos y marcando 3 goles.
Regreso al Deportivo Cali para jugar el Torneo Apertura 2005 pero no tuvo mucha suerte y jugó pocos minutos, esto llevó a que regresara a Venezuela con el club capitalino el Caracas FC, el cual compró el 50% de su pase, donde jugó las temporadas 2005-06 y 2006-07 quedando campeón ambas temporadas, fue en ese momento cuando la mayoría de los venezolanos comenzaron a ver toda su calidad y fue catalogado como el mejor jugador del Clausura 2007.
Con el Caracas ganó dos veces la Primera División de Venezuela y jugó la Copa Libertadores de América, donde llegó hasta los octavos de final, marcando dos goles y despertando el interés de varios clubes de Sudamérica, como el Santos FC, de Brasil, y Colón, de la Primera División de Argentina.

### Colón de Santa Fe
Colón compró el 80% de su pase y jugó allí la temporada 2007/08, disputando 22 partidos entre el Torneo Apertura 2007 y el Clausura 2008, con un total de tres goles.
Debutó con el club el 3 de agosto de 2007 frente a Vélez Sársfield, en el partido correspondiente a la primera fecha del Torneo Apertura 2007, que finalizó 1-0 a favor de Vélez.
Su primer gol fue el 15 de febrero de 2008 contra Arsenal de Sarandí, cuando marcó dos de los tres tantos del equipo, jugando todo el partido y convirtiendo los goles en los minutos 78 y 90.
El 23 de marzo de 2008 en el partido contra Boca Juniors, el Maestrico entró desde la banca y en los últimos minutos marcó el descuento con un gol de cabeza en la propia Bombonera. El resultado final fue 2-1 a favor de los locales.

### Huracán
A mediados de 2008 pasó a integrar el plantel del Club Atlético Huracán, de la ciudad de Buenos Aires, para la disputa del Torneo Apertura, en el que fue uno de los jugadores más destacados en el equipo de Ángel Cappa, Javier Pastore, Matías Defederico y Mario Bolatti.
Debutó el 17 de agosto, en la segunda fecha de dicho torneo, frente a Racing. El partido finalizó 1-0 a favor de Huracán con gol de Ariel Cólzera, con asistencia del Maestrico.

### San Luis
En julio de 2009 firmó con el San Luis Fútbol Club de la Primera División de México. Debuta con el conjunto auriazul el 22 de agosto del mismo año, entrando en el minuto 62, en el partido contra Indios. Asimismo disputa todos los siguientes partidos del año, ayudando a su equipo a clasificar a la liguilla, quedando eliminados en cuartos de final. Sin embargo en el Torneo Clausura 2010 su equipo queda en la última casilla de su grupo. El 14 de abril marca su único gol con el equipo en el empate contra Estudiantes Tecos. Participa en el partido de vuelta de octavos de final de la Copa Libertadores 2010 ante Estudiantes de La Plata donde su equipo no pudo remontar el resultado adverso.
En la siguiente temporada con el conjunto mexicano, Maestrico comienza a ver más partidos desde el banquillo. En este torneo corto, San Luis consigue el derecho a clasificar a la segunda fase, quedando eliminados nuevamente en cuartos de final. A pesar de tener menos minutos en cancha, César le anota gol al Atlante y al Querétaro.

### Gimnasia y Esgrima La Plata
En enero de 2011 firma contrato a préstamo por 6 meses con el club, dándose así a la llegada de Ángel Cappa, la incorporación de Guillermo Barros Schelotto y las conversaciones con Matías Defederico, una revolución en el club, una gran ilusión en la gente. Sin embargo, el torneo no fue nada bueno para Gimnasia, siendo despedido Cappa en la fecha 12, y descendiendo a la Primera B Nacional. De igual forma le fue al Maestrico quien en 693 minutos no pudo concretar gol.

### River Plate
Gracias a la destacada actuación de César González en la Copa América 2011, el mediocampista llega a, Club Atlético River Plate en agosto de 2011 con un contrato a préstamo por una temporada para disputar el torneo de la Primera B Nacional. El 10 de septiembre de 2011 debuta con el equipo al ingresar en el minuto 78 contra Defensa y Justicia. En su primer semestre disputa apenas 101 minutos. Después de cuatro meses sin jugar en la liga, Maestrico ingresa a principios del segundo tiempo en el encuentro entre River y Huracán, mostrando su mejor partido desde su llegada a River. En el minuto 55, al realizar un centro desde la derecha un defensa rival toca el balón sin intención llegando así al arco. A pesar de ser contado como autogol, los jugadores van a celebrarlo con él. Gracias a su gran actuación contra Huracán, sumada al partido donde brilla frente a Quilmes por Copa Argentina, se gana la titularidad en la fecha siguiente versus Instituto. Volviendo a demostrar un nivel superlativo, se convierte en figura de la cancha y lleva a River al triunfo. Su primer gol con la camiseta de La Banda fue en el partido contra Atlético Tucumán en el cual su equipo gana 4-2 habiendo estado perdiendo en el primer tiempo, en ese mismo partido llegando casi al final del encuentro, sale lesionado. Finalmente disputa casi todos los siguientes partidos como titular. En el último encuentro. Asimismo logra salir campeón de la división, ascendiendo así a la máxima categoría.

### Deportivo Táchira
El domingo 15 de julio de 2012, se hace oficial el fichaje del Maestrico por 3 años con el Deportivo Táchira causando revuelo en todo el país venezolano, siendo uno de los refuerzos para enfrentar la Primera División de Venezuela 2012-13, la Copa Venezuela 2012 y la Copa Sudamericana 2012. El miércoles 18 de julio, se presentó al Maestrico González junto a los demás refuerzos en la cancha alterna de Pueblo Nuevo frente a hinchas que acudieron a esta. Debutó oficialmente con la camiseta aurinegra el 25 de julio frente al Barcelona de Guayaquil, entrando al minuto 58 sustituyendo a Maurice Cova, en el partido correspondiente a la primera fase de la ida de la Copa Sudamericana con resultado de 0-0. El partido de vuelta sería su primer encuentro como titular marcando el único gol de su equipo mediante el punto penal. Su primer gol con el aurinegro en liga fue el 14 de octubre en el empate a uno contra el Deportivo Petare. Pasa a ser protagonista de su equipo en el doblete anotado al Zamora Fútbol Club. Acaba en la undécima posición del Torneo Apertura siendo decepcionante para los aficionados tachirenses.
En el encuentro programado para la jornada 5 contra el Mineros de Guayana, ante un marco de más de 33 mil personas, el Maestrico falla un penalti. La jugada ocurrió tras una mano en el área de Luis Chará en el minuto 78. El responsable a cobrar el penalti sería el internacional vinotinto. El tiro sale desviado a la derecha, sin embargo, el árbitro Hoyos manda a repetir el disparo por invasión al área. Dicha decisión es criticada por el técnico rival, Richard Páez, quien será expulsado. Finalmente repite la pena máxima que se estrella en el poste derecho. El fallo permitió que su equipo perdiera 0-1.

### Copa Libertadores 2015
En la Copa Libertadores del 2015, César González fue el goleador de Táchira en ese torneo, con 3 goles. 2 ante Guaraní y 1 ante Sporting Cristal

## Selección nacional
Debutó en la Selección de fútbol de Venezuela el 9 de octubre de 2004 en las eliminatorias para el Mundial Alemania 2006 frente a la Selección de Brasil disputado en el estadio José Encarnación «Pachencho» Romero de la ciudad de Maracaibo, Venezuela el resultado final fue 2-5 favorable a la selección de Brasil.
Su primer gol con la selección fue contra Cuba el 24 de marzo de 2007 disputado en el Estadio Guillermo Soto Rosa de Mérida con resultado de 3-1 a favor de Venezuela, entrando en el minuto 46 del segundo tiempo y marcando el gol al minuto 64 de Tiro Libre.
Debutó en una Copa América contra Perú el 30 de junio de 2007 disputado en el estadio Polideportivo de Pueblo Nuevo de San Cristóbal con resultado de 2-0 a favor de Venezuela, disputando 16 minutos entrando en el segundo tiempo. En la Copa América Venezuela 2007 participó en 3 partidos: Venezuela 2-0 Perú entrando en el minuto 74, Venezuela 0-0 Uruguay jugando los 90 minutos y así consiguiendo su pase histórico a cuartos de final donde Venezuela fue derrotada por Uruguay 4-1 entrando en el minuto 72.
En la Copa América Argentina 2011 participó en los 6 partidos: Venezuela 0-0 Brasil, Ecuador 0-1 Venezuela (marcando el gol de la victoria), Venezuela 3-3 Paraguay, Venezuela 2-1 Chile, Venezuela 0-0 Paraguay (avanzaría Paraguay en penales por 5-3) y Perú 4-1 Venezuela, partido de 3.º y 4.º puesto, la cual ha sido la mejor participación en Copa América para su selección.

## Participaciones internacionales

### Campeonato Sudamericano Sub-20
| Sudamericano Sub-20 | Sede    | Resultado    | PJ | Goles |
| ------------------- | ------- | ------------ | -- | ----- |
| Sudamericano 2001   | Ecuador | Primera fase | 1  | 0     |

### Preolímpico Sudamericano Sub-23
| Preolímpico Sub-23 | Sede  | Resultado    | PJ | Goles |
| ------------------ | ----- | ------------ | -- | ----- |
| Preolímpico 2004   | Chile | Primera fase | 4  | 0     |

### Participaciones en Copa América
| Copa América      | Sede      | Resultado    | PJ | Goles |
| ----------------- | --------- | ------------ | -- | ----- |
| Copa América 2007 | Venezuela | Cuartos      | 3  | 0     |
| Copa América 2011 | Argentina | Semifinales  | 6  | 1     |
| Copa América 2015 | Chile     | Primera fase | 1  | 0     |

### Participaciones en Eliminatorias al Mundial
| Eliminatorias    | Resultado | PJ | Goles |
| ---------------- | --------- | -- | ----- |
| Eli.Mundial 2006 | 8.º lugar | 4  | 0     |
| Eli.Mundial 2010 | 8.º lugar | 4  | 0     |
| Eli.Mundial 2014 | 6.º lugar |    | 1     |

### Goles internacionales
| # | Fecha                    | Lugar                                      | Rival   | Gol | Resultado | Competición                                                      |
| - | ------------------------ | ------------------------------------------ | ------- | --- | --------- | ---------------------------------------------------------------- |
| 1 | 24 de marzo de 2007      | Estadio Guillermo Soto Rosa, Venezuela     | Cuba    | 2-1 | 3-1       | Amistoso                                                         |
| 2 | 9 de julio de 2011       | Estadio Padre Ernesto Martearena, Ecuador  | Ecuador | 1-0 | 1-0       | Copa América 2011                                                |
| 3 | 10 de septiembre de 2013 | Estadio José Antonio Anzoátegui, Venezuela | Perú    | 2-1 | 3-2       | Eliminatorias de Conmebol para la Copa Mundial de Fútbol de 2014 |

## Clubes
| Club                        | País      | Año       | PJ | Goles |
| --------------------------- | --------- | --------- | -- | ----- |
| Monagas                     | Venezuela | 2000–2004 | 59 | 19    |
| Atlético Huila              | Colombia  | 2004      | 14 | 3     |
| Deportivo Cali              | Colombia  | 2005      | 10 | 2     |
| Caracas                     | Venezuela | 2005–2007 | 77 | 20    |
| Colón                       | Argentina | 2007–2008 | 22 | 3     |
| Huracán                     | Argentina | 2008–2009 | 34 | 5     |
| San Luis                    | México    | 2009–2011 | 25 | 2     |
| Gimnasia y Esgrima La Plata | Argentina | 2011      | 11 | 0     |
| River Plate                 | Argentina | 2011–2012 | 10 | 1     |
| Deportivo Táchira           | Venezuela | 2012–2016 | 72 | 26    |
| Coritiba FC                 | Brasil    | 2016      | 20 | 1     |
| Deportivo La Guaira         | Venezuela | 2017–2019 | 80 | 17    |
| Monagas SC                  | Venezuela | 2020      | 17 | 6     |
| Atlético Venezuela          | Venezuela | 2021      | 18 | 0     |

## Títulos

### Campeonatos nacionales
| Título                        | Club              | País         | Año     |
| ----------------------------- | ----------------- | ------------ | ------- |
| Primera División              | Caracas           | Venezuela    | 2005-06 |
| Primera División              | Caracas           | Venezuela    | 2006-07 |
| Segunda División de Argentina | River Plate       | Buenos Aires | 2011-12 |
| Primera División              | Deportivo Táchira | Venezuela    | 2014-15 |